# 橋本全一
橋本 全一（はしもと ぜんいつ、1987年12月17日 - ）は大阪府出身の俳優。事務所はシンフォニア、メインキャストプロダクションを経て、2016年5月1日よりジュデコンに所属している。身長183cm。血液型はO型。

## 人物
- 趣味はアニメ・映画鑑賞、筋トレ。特技はデスボイス。
- 好きな食べ物はドクターペッパー、マヨネーズ、カレー。
- ポケモンセンターのバイトを5回受けたが、全て不採用だった。
- 左頬の傷は、幼少期、散髪の際に顔剃でできた。

## 出演

### テレビドラマ
- 京都地検の女 第3シリーズ 第3話（2006年、テレビ朝日） - 野球少年 役
- なるトモ!（読売テレビ） ※再現VTR
- 重要参考人探偵 第2話（テレビ朝日） - 貴志隼人 役
- 騎士竜戦隊リュウソウジャー 第30話（2019年、テレビ朝日） - 三浦敦史 役
- 純愛ディソナンス 第4話（2022年、フジテレビ）

### 映画
- 映像家族yucca『蒼き天狗の夜に。』（2013年） - 岸 役
- 岸和田だんじり祭映画化プロジェクト『祭に咲く花』（2013年） - 岡田亮太郎 役
- 『お江戸のキャンディー』（2015年） - 金太夫 役
- 『お江戸のキャンディー2』（2017年） - 金太 役

- 『 傷 』 (2024年 春 公開 ) ｰ 主演 仁 役

### 舞台
- 『銀河英雄伝説』
  - 初陣 もう一つの敵（2013年8月、日本青年館）
  - 第四章 前編 激突前夜（2013年11月 - 12月、東京国際フォーラム） - ヴェルナー・ハイゼンベルク 役
  - 第四章 後編 激突（2014年2月 - 3月、青山劇場）
- タイプスプロデュース第59回 15周年記念公演 第2弾『マクベス』（2014年4月、座・高円寺） - バンクォー 役
- はっぴぃはっぴぃどりーみんぐ『ひとひら』（2014年7月、ウエストエンドスタジオ） - 和久井貞治 役
- 演劇ユニットランニング 第五回本公演『片恋。』（2014年10月、ザムザ阿佐ヶ谷） - 堺直哉 役 ※Wキャスト
- はっぴぃはっぴぃどりーみんぐ『WILD HALF 〜奇跡の確率〜』（2015年1月、六行会ホール） - 脇坂純一 役
- 東京ワンピースタワー
  - 『ONE PIECE LIVE ATTRACTION "Welcome to TONGARI Mystery Tour"』（2015年3月 - 2016年4月、東京タワー） - ロロノア・ゾロ 役
  - 『ONE PIECE LIVE ATTRACTION〝3〟『PHANTOM』 』（2017年4月29日 - 2018年4月15日、東京タワー） - ジュラキュール・ミホーク 役 ※映像出演
- ROCK MUSICAL BLEACH 〜もうひとつの地上〜（2016年7月 - 8月、AiiA 2.5 Theater Tokyo / 京都劇場） - 檜佐木修兵 役
- ハイパープロジェクション演劇『ハイキュー!!』“烏野、復活！”（2016年10月 - 12月、AiiA 2.5 Theater Tokyo / 矢巾町文化会館 田園ホール / キャナルシティ劇場 / 梅田芸術劇場 メインホール） - 鎌先靖志 役
- 私のホストちゃん REBORN（2017年1月 - 2月、サンシャイン劇場 / 森ノ宮ピロティホール / 東海市芸術劇場大ホール） - 騎士 役
- フルコンタクト！～松風少年院・第七分院くすのき寮合唱団～（2017年5月、萬劇場） - 綾瀬京介 役[1]
- イケメン戦国 THE STAGE - 明智 光秀 役
  - 〜織田軍 VS “海賊”毛利元就編～（2017年8月30日 - 9月3日、博品館劇場）
  - ～織田信長編～（2018年4月5日 - 9日、シアター1010）[2]
  - 番外編 〜はじまりの物語〜（2019年12月26日 - 30日、博品館劇場）
  - ～明智光秀編～（2020年9月4日 - 8日、EX THEATER ROPPONGI）
  - ～連合軍VS”戦乱の亡者”雑賀孫一編～（2021年08月19日 - 23日、ヒューリックホール東京）※全公演中止
  - スペシャル 初夢！ ～ようこそ！くらぶ乱世へ～（2022年1月14日 - 16日、シアター1010）
  - ～連合軍VS”戦乱の亡者”雑賀孫一編～（2022年8月18日 - 23日、ヒューリックホール東京）
  - 舞台5周年記念「イケメンシリーズ THE STAGE〜世界を駆けて、祝祭を〜」 （2022年9月24日 - 28日、シアター1010）
  - 〜猿飛佐助編〜（2022年11月12日 - 11月15日、渋谷区文化総合センター大和田 さくらホール）
  - ～帰蝶編～（2023年4月21日 - 24日、渋谷区文化総合センター大和田 伝承ホール）[3]
  - ～FINAL～（2024年8月8日 - 12日、シアター1010）[4]
- 若様組まいる ～アイスクリン強し～（2018年4月27日 - 5月6日、サンシャイン劇場） - 安野一馬 役
- プロジェクト テレジューク舞台『本の門番～ぶくぶく食堂物語2～ 《玉響なつめ著・ 転生しまして、現在 侍女でございます。編》』（2018年7月11日 - 15日、シアター風姿花伝） - 赤羽雅人 役
- イケメン革命◆アリスと恋の魔法 THE STAGE Episode 黒のキング レイ＝ブラックウェル（2018年9月6日 - 11日、全労済ホール / スペース・ゼロ） - シリウス＝オズワルド 役[5]
- 熱血硬派くにおくん 乱闘演舞編（2018年11月21日 - 25日、全労済ホール スペース・ゼロ） -  こばやし 役
- 忍法浪漫剣劇「百花百狼 ～戦国忍法帖～」～月下丸の章～（2018年12月13日 - 16日、全労済ホール スペース・ゼロ） - 服部半蔵 役
- 真・三國無双 赤壁の戦い（2019年2月7日 - 17日、シアター1010） - 甘寧 役
- 黒子のバスケ ULTIMATE-BLAZE（2019年4月30日 - 5月19日、COOL JAPAN PARK OSAKA 他）- 灰崎祥吾 役[6]
- 爆走おとな小学生 ｢初等教育ロイヤル｣ 東京公演（2019年5月29日 - 6月2日、全労済ホール スペース・ゼロ） - 池田 くん  役
- 渋い劇の祭 ｢地獄｣（2019年6月26日 - 30日、CBGKシブゲキ!!）
- 舞台「アオアシ」 - 阿久津渚 役
  - 舞台 ｢アオアシ｣（2019年7月11日 - 15日、シアター1010）
  - 舞台 ｢アオアシ｣ 再演（2022年5月18日 - 22日、全労済ホール スペース・ゼロ）[7]
- ことのはBOX「歌姫」（2019年9月5日 - 8日、中目黒キンケロ・シアター） - クロワッサンの松 役
- LIVEDOG プロデュース舞台 ｢013｣ Team BOY（2019年9月21日 - 29日、新宿村LIVE）  ｰ  モズ  役
- 舞台 ｢ピオフィオーレの晩鐘｣ 〜運命の白百合〜（2019年10月23日 - 27日、シアターサンモール） - ギルバート・レッドフォード 役
- イケメン源氏伝 あやかし恋えにし ～義経ノ章～（2020年2月14日 - 20日、三越劇場）- 鞍馬 役[8]
- 舞台版 ｢誰ガ為のアルケミスト｣ ｰ フィーア 役
  - 〜聖ガ剣、十ノ戒〜（2020年3月13日 - 22日、無観客LIVE配信・ニコニコ生放送）
  - -Last Blue 漆黒から、君ニ-（2022年2月20日 - 27日、新宿FACE）
- 天満月のネコ（2020年7月15日 - 19日、シアターサンモール） - コーネル 役
- ｢いい人間の教科書。｣東京公演（2020年11月11日 - 16日、すみだパークシアター倉） - 橋本全一 役
- Nightmare Hospital（2020年12月2日 - 6日、草月ホール） - 上泉順矢 役
- 進戯団 夢命クラシックス#24「Emperor wars」（2021年3月11日 - 14日、シアターサンモール） -  イケメン戦国 THE STAGE 明智光秀 役
- みんなのうた2021（2021年3月31日 - 4月4日、バルスタジオ） - イチロウ 役
- 流星セブン～暁の操り人～（2021年5月21日 - 22日、COOL JAPAN PARK OSAKA WWホール / 5月27日 - 30日、渋谷区文化総合センター大和田 さくらホール） - 唐犬権兵衛 役
- 舞台｢浦安鉄筋家族〜子ども大戦争〜｣（2021年7月10日 - 18日、こくみん共済 coopホール／スペース・ゼロ） - 佐川中路 役
- あやかしむすび（2021年10月13日 - 17日、伝承ホール） - ツナ 役[9]
- In the womb（2021年10月30日 - 31日、GARDEN新木場FACTORY） - ニック 役[10]
- Wizards Storia -Initiumu-（2021年12月2日 - 5日、六行会ホール） - 主演・ミハイル 役[11]
- オサエロ21（2021年12月22日 - 26日、テアトルBONBON） - 神田喜久雄 役[12]
- 劇団アレン座 第八回本公演「アジール街に集う子たち｣ （2022年7月2日 - 10日、吉祥寺シアター） - キサラギ 役[13]
- 朗読劇 ｢扉をあけるその先に｣ 〜北斎からドビュッシーまで響く波の広がり〜（2022年7月14日 - 15日、すみだトリフォニーホール 小ホール） - マネ 役[14]
- Love Letter for You（2022年11月19日、新宿村LIVE） - 伊藤隆 役[15]
- 舞台 Wizards Storia 第二弾（2022年12月22日 - 26日、羽生市産業文化ホール 小ホール） - ミハイル 役[16]
- 舞台「風が強く吹いている」（2023年1月18日 - 21日、シアター1010） - 平田彰宏 役[17]
- missing ～混血のハッシュタグ～「私は刻む。私だけの、私の道を。」（2023年3月8日 - 12日、六行会ホール） - ファーラング・ジラティワット 役
- 舞台「MOMOTARO」（2023年5月24日 - 28日、六行会ホール） - 叉⻤（サキ） 役[18]
- SUMMER FREESIA EXPRESSION （2023年6月14日 - 18日 、萬劇場）[19]
- ｢イリクラ 〜ridescent Clouds～｣ （2023年7月13日 - 16日 、六行会ホール）
- 舞台｢劇場を潰すな！｣ （2023年8月9日 - 14日、コフレリオ新宿シアター） - 四杯人 役[20]
- 舞台「新宿羅生門」 （2023年9月22日 - 10月1日 、 こくみん共済coopホール スペース・ゼロ） - 勝 覚悟  役[21]
  - 舞台「新宿羅生門」薩長エージェンシー編（2025年1月18日 - 26日、こくみん共済coop ホール スペース・ゼロ）[22][23]
- アメツチ怪談 朗読劇「番町皿屋敷」（2023年10月6日 - 10月9日 、 伝承ホール） ｰ 青山播磨、十太夫 役
- Wizards Storia-vanitas- （2023年11月2日 - 5日 、 DDD AOYAMA CROSS THEATRE） - ミハイル役[24]
- 朗読劇 ｢美男ペコパンと悪魔｣ (2023年12月21日 - 24日 、 労音大久保会館 R’sアートコート)
- 舞台「蒼穹の王」（2024年2月24日 - 28日、IMAホール） ｰ デヴォンシャー 役 [25]
- 舞台「FROG〜新選組寄留記〜」 (2024年3月20日 ｰ 24日 、 六行会ホール) ｰ 沖田総司 役
- Monkey Works vol.11 ｢ 明日は捲る｣  (2024年5月15日 ｰ 19日 、 シアターサンモール)
- 舞台 ｢ジャック・モーメント｣  (2024年6月5日 ｰ 9日 、六行会ホール) ｰ ゲッコー 役
- 「アテルイ」 (2024年10月9日 ｰ 13日 、こくみん共済coopホール  スペース・ゼロ) ｰ トウカク 役[26]
- 「刃牙 THE GRAPPLER STAGE  ｰ地下闘技場編ｰ」 (2024年12月4日 ｰ 8日 、新宿FACE )  ｰ ストライダム 役
- 舞台 新宿羅生門「薩長エージェンシー編」 (2025年1月18日 - 26日 、 こくみん共済coopホール スペース・ゼロ) - 勝 覚悟 役
- 「正義の味方～ジャスティス・タクティス～」(2025年2月26日 ｰ 3月3日 、 中目黒キンケロシアター ) ｰ  楠本健太 役
- ｢九龍の玉漿」( 2025年3月19日 ｰ 23日 、六行会ホール ) -  杨劉帆 役
- 舞台「地獄の控室」（2025年5月30日 - 6月8日　、ザ・ポケット） - ガネ 役[27]
- 「ENGRAVE DREAMS」( 2025年7月2日 ｰ 6日 、六行会ホール)  ｰ  アギト/林本 役
- 舞台｢ももがたり｣ (2025年7月31日 ｰ 8月4日 、 シアターサンモール) ‐  紅鬼 役
- love&rock&show ｢宇宙SORA｣ ~SATURN~  (2025年9月3日 ｰ 7日 、六行会ホール)
- オムニバス朗読劇公演「よつつじ」 (2025年10月8日 ｰ 13日 、 RouteTheater東長崎 )
- ｢幕末の空に 戦国を見る｣  (2025年11月19日 ｰ 23日 、六行会ホール)

### その他
- サンガリア「氷晶」CM
- nissen ネットカタログモデル
- MR WORLD JAPAN 2015ファイナリスト
- フォトブック ｢Wizards Witchery vol.3｣ ｰ ミハイル・聖川 役
- フォトブック ｢Wizards Storia vol.2｣ ｰ ミハイル 役